# Church Clough Brook
Der Church Clough Brook ist ein Wasserlauf in Lancashire, England. Er entsteht südlich von Colne aus dem Zusammenfluss des Fox Clough und zwei unbenannten Zuflüssen. Er fließt in nördlicher Richtung und mündet am südlichen Rand von Colne, in das Colne Water.